# ابوالعباس قلقشندی
ابوالعباس قَلقَشَندی (۱۳۵۵م-۱۴۱۸) (نسب کامل: شهاب‌الدین ابوالعباس احمد بن علی بن احمد بن عبدالله فزاری قلقشندی) ادیب و شاعر مصری بود.
وی در قلقشنده، سه فرسنگی قاهره به دنیا آمد و در قاهره پرورش یافت و در همان‌جا تحصیل را شروع کرده و سپس به اسکندریه رفت و پس از تحصیل، مناصب و وظائفی هم در دولت ممالیک بر عهده گرفت.
روزگار وی، عصر شکوفایی دانش تاریخ، آن هم به صورت منظم است. در این دوره است که برخی از بزرگ‌ترین مجموعه‌های تاریخی، مانند تاریخ ابن خلدون، البدایة و النهایة نوشتهٔ ابن کثیر، «تاریخ الاسلام» ذهبی و غیره نوشته می‌شود.
کارهای وی که بیشتر ادبی و تاریخی است، عبارتند از: صبح الاعشی، «نهایة الارب فی معرفة انساب العرب»، «مآثر الانافة»، «حلیة الفضل و زینة الکرم فی المفاخرة بین السیف و القلم» و «قلائد الجمان فی التعریف بقبایل عرب الزمان».
وی در شب شنبه دهم جمادی الاَّخرهٔ ۸۲۱ ق، در شصت و پنج سالگی وفات کرد.